# Bastian von Bömches
Bastian von Bömches, eigentlich Friedrich Bastian Ritter Bömches von Boor, auch Bastian Bömches von Boor, (* 23. Mai 1986 in Engelskirchen) ist ein deutscher Schauspieler.

## Leben
Bastian von Bömches entstammt einer ursprünglich im siebenbürgischen Kronstadt in Rumänien beheimateten Künstlerfamilie. Sein Großvater war Friedrich Ritter Bömches von Boor, ein bedeutender Maler des 20. Jahrhunderts; seine Mutter ist die Schauspielerin Ingeborg Meyer, sein Vater der Schauspieler, Regisseur und Kunstflieger Friedrich Bernd Ritter Bömches von Boor.
Bastian von Bömches wirkte bereits als Kind und Jugendlicher an Theater- und Opernproduktionen mit, u. a. 1995 als Straßenjunge in Der gute Mensch von Sezuan am Grenzlandtheater Aachen und 1999 am Stadttheater Aachen als Piccolo in La Bohème (Regie: Waldemar Kmentt). 2002 wirkte er am „Theater Brand“, einem freien Privattheater in Aachen, in der Kindertheater-Produktion Eine Woche voller Samstage von Paul Maar mit. 2004 trat er am „Theater Brand“ als Lukas in der Kindertheater-Produktion Jim Knopf und Lukas der Lokomotivführer auf.
Von 2003 bis 2007 machte er eine klassische Gesangsausbildung als Bariton bei Merit Schneider und Melanie Forgeron in Aachen. Von August 2008 bis Juli 2013 absolvierte er sein Schauspielstudium an der Universität der Künste Berlin mit Diplom. 2014–2015 folgte zusätzlich ein Schauspielcoaching bei Sigrid Andersson bei der Schauspielagentur Die Tankstelle in Berlin.
Bereits während seiner Ausbildung spielte er an Berliner Theatern. 2009/2010 übernahm er die Rolle des Dieners Balthasar in Romeo und Julia in einer Inszenierung von Nuran David Calis am Maxim Gorki Theater in Berlin. Weitere Engagements hatte er am Theater an der Parkaue (2009), beim Hebbel am Ufer (2011) und 2010/2011 erneut am Maxim Gorki Theater. 2011 übernahm er am BAT-Studiotheater der Hochschule für Schauspielkunst „Ernst Busch“ die Rolle des Tom in Tennessee Williams’ Schauspiel Die Glasmenagerie (Regie: Simon Kubisch). 2012 wirkte er in der kleinen Sprechrolle des Knechts in Paul Hindemiths Operneinakter Sancta Susanna in einer halbszenischen Produktion in der Berliner Philharmonie mit.
2012/2013 spielte er am Deutschen Theater Berlin als „Asiat mit Zahnschmerzen“ die Hauptrolle in Roland Schimmelpfennigs Theaterstück Der goldene Drache. 2013 war er als Gast am Hans Otto Theater in Potsdam engagiert. In dem Theaterstück Der König hinter dem Spiegel, einer Uraufführung von Rudolf Herfurtner, spielte er die Rolle der Fledermaus. In dem Kindertheaterstück Der Diener und sein Prinz von Gertrud Pigor (* 1958) verkörperte er, unter der Regie von Marita Erxleben, die Rolle des Prinzen. 2013 trat er, unter der Regie von Dieter Wedel, in einer kleinen Rolle (als Recke im Gefolge Siegfrieds) in der Produktion Hebbels Nibelungen – born to die bei den Nibelungenfestspielen Worms auf. 2013 gastierte er erstmals am Alten Schauspielhaus Stuttgart als junger Fähnrich Ullmann in einer Bühnenfassung von Wolfgang Petersens Kino-Erfolg Das Boot.
In der Spielzeit 2014/15 trat er am Schlosstheater Celle in den Rollen König Alfons/Nepomuk/Oberbonze in der Kindertheaterproduktion Jim Knopf und Lukas der Lokomotivführer auf. 2015 übernahm er am Schlosstheater Celle die Rollen „Der Erzähler“ und Pete in dem Stück Die Opferung von Gorge Mastromas von Dennis Kelly (Premiere Januar 2015 im Malersaal). Als Erzähler übernahm von Bömches, den einleitenden, etwa halbstündigen Monolog vor Einsetzen der Handlung.
Bastian von Bömches ist auch für das Fernsehen tätig. Er hatte zunächst, noch während seiner Schulzeit, Episodenrollen als Fernsehdarsteller in verschiedenen Scripted-Reality-Formaten. Seit 2009 ist er in Kurzfilmen und Fernsehproduktionen zu sehen. In der Comedyserie Schmidt – Chaos auf Rezept spielte er den Architekten Kai.
In der ARD-Fernsehreihe Ein Fall von Liebe hatte er 2014 eine Episodenhauptrolle. Er spielte den Kriminalbeamten Heiko Müller, der sich mit dem Tod seines Bruders nicht abfinden kann und dessen Ex-Geliebte als „Stalker“ verfolgt. In der zweiten Staffel der deutschen Thriller-Fernsehserie You Are Wanted (2018) des Streaminganbieters Amazon Video von und mit Matthias Schweighöfer spielte Bömches die Rolle des BND-Agenten Manuel Borchert. In der ZDF-Reihe Kreuzfahrt ins Glück (2019) spielte Bastian von Bömches in der „Hochzeitsreise auf die Kykladen“ eine der Hauptrollen als Bräutigam, der ungeplant mit seiner Mutter und Schwiegermutter in die Flitterwochen reisen muss. Im selben Jahr wirkte er in dem Kinofilm Darkroom  – Tödliche Tropfen von Rosa von Praunheim mit. In der 3. Staffel der ZDF-Serie SOKO Potsdam (2021) übernahm er eine der Episodenhauptrollen als selbständiger Marketing-Manager und tatverdächtiger Ex-Freund einer getöteten Politesse. In der ZDF-Serie Hotel Mondial (2023) war er ab der 8. Folge in insgesamt fünf Folgen als charmanter, neu verpflichteter Koch Joseph „Jo“ Konrad zu sehen.
Bastian von Bömches ist Mitglied im Bundesverband Schauspiel (BFFS). Er lebt in Berlin.

## Filmografie (Auswahl)
- 2004: Niedrig und Kuhnt – Kommissare ermitteln (Folge: Kaltblütiger Mord); Pseudo-Doku
- 2004: Das Jugendgericht (Folge: Ich mach Euch alle fertig!); Gerichts-Show
- 2007: K11 – Kommissare im Einsatz (Folge: Angst vor dem perversen Killer); Pseudo-Doku
- 2009: Diesmal ist es anders (Kurzfilm)
- 2013: SOKO Wismar (Folge: Abpfiff); Fernsehserie
- 2013: The Fashionista Spy (Kurzfilm)
- 2014: Schmidt – Chaos auf Rezept (Comedyserie)
- 2014: Ein Fall von Liebe (Folge: Stalker); Fernsehserie
- 2016: Tödliche Gefühle (Fernsehfilm)
- 2017: Gute Zeiten, schlechte Zeiten; Fernsehserie
- 2018: Sturm der Liebe; Fernsehserie
- 2018: You Are Wanted; Fernsehserie
- 2019: Kreuzfahrt ins Glück: Hochzeitsreise auf die Kykladen (Fernsehreihe)
- 2019: Auf einmal war es Liebe (Fernsehfilm)
- 2019: Darkroom – Tödliche Tropfen
- 2020: Notruf Hafenkante (Folge: Immer am Limit); Fernsehserie
- 2021: SOKO Potsdam (Folge: Du bist schuld); Fernsehserie
- 2021: SOKO Wismar (Folge: Schmerz); Fernsehserie
- 2023: Hotel Mondial; Fernsehserie (Folgen 8–12)